# متحف بويجمانز فان بيونينغن
متحف بويجمانز فان بيونينغن (تنطق بالهولندية: [myˈzeːjʏm ˈbɔimɑns fɑm ˈbøːnɪŋə(n)]) هو متحف فني يقع في روتردام، هولندا. تم افتتاح المتحف في 3 يوليو 1849.
اشتق اسم المتحف من جامعي التحف فرانس جاكوب أوتو بويجمانس ودانييل جورج فان بونينجن . يقع في ميوزيمبارك (Museumpark) في مقاطعة روتردام سنتروم (Rotterdam Centrum) ، بالقرب من متحف "Kunsthal" ومتحف التاريخ الطبيعي. يضم المتحف مجموعات فرانس جاكوب أوتو بويجمانس (1767-1847) ودانييل جورج فان بونينغن (1877-1955). أصبح المتحف موطنًا لأكثر من 151000 عمل فني على مدار 170 عامًا. تتنوع المجموعة المعروضة بدايةً من العصور الوسطى إلى الفن المعاصر، حيث توجد أعمال لرامبرانت، كلود مونيه، فنسنت فان جوخ، سلفادور دالي وغيرهم من الفنانين البارزين بالإضافة إلى بعض المجموعات الشهيرة التي تتضمن سلسلة أخيل لبيتر بول روبنز.
في عام 2013، استقبل المتحف 292,711 زائر وكان المتحف الرابع عشر الأكثر زيارة في هولندا.
تم إغلاق المتحف منذ عام 2019 بسبب أعمال الترميم ومن المقرر إعادة افتتاحه في عام 2026.

## تاريخ
تم إنشاء المتحف في عام 1849.

## المقتنيات

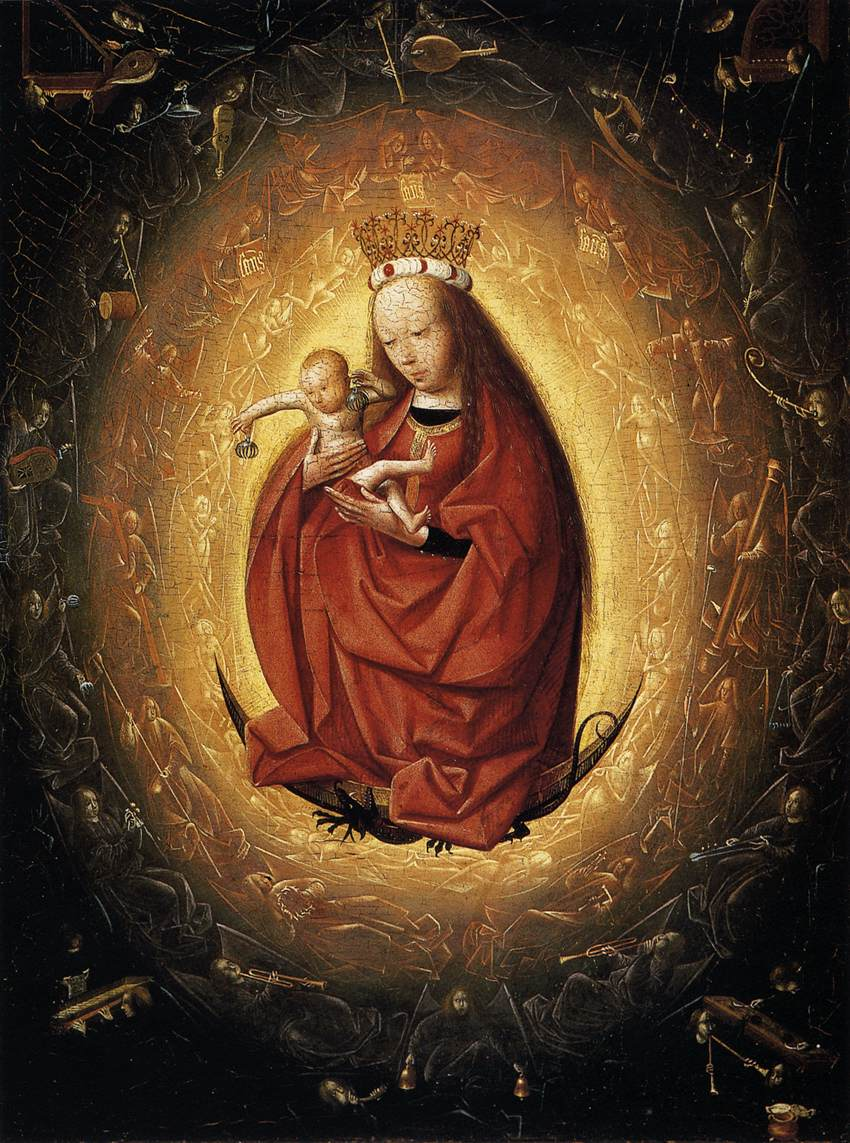
تمجيد العذراء (ما بين 1490-1495) -غيرتغن توت سينت يانس

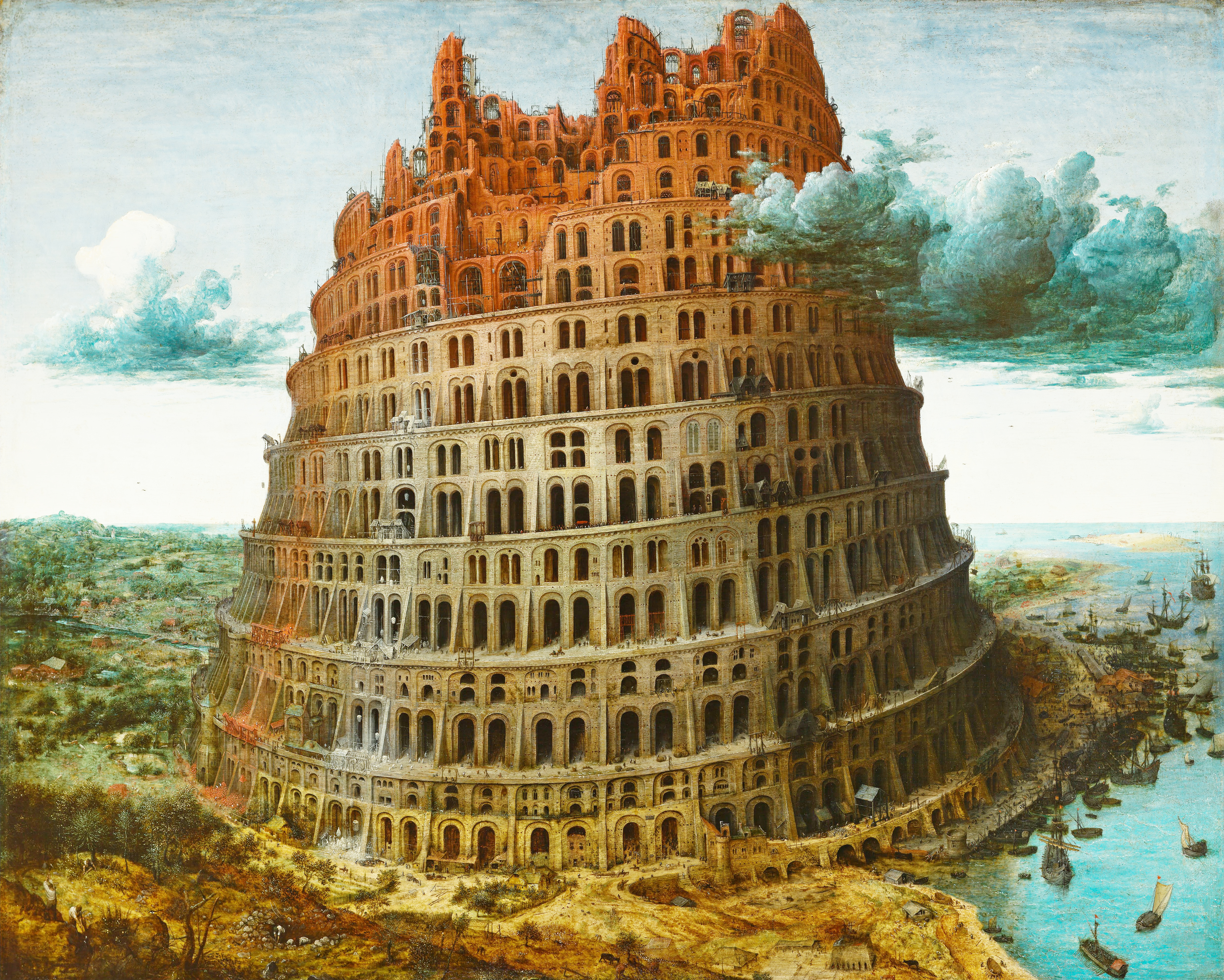
برج بابل "الصغير" ، ق. 1563 - بيتر بروغل الأكبر

### أعمال مختارة
- تمجيد العذراء (1490-1495) غيرتجن توت سينت يانس
- عابر سبيل ( ق. 1500 ) هيرونيموس بوش
- عش البوم ( ق. 1510 ) هيرونيموس بوش
- برج بابل "الصغير" ( ق. 1563 ) بيتر بروغل الأكبر
- تيتوس في مكتبه (1655) رامبرانت
- تلقي بيليساريوس الصدقات (1669) ماتيا بريتي
- صورة لأرماند رولين (1888) فنسنت فان جوخ
- على عتبة الحرية (1929) رينيه ماغريت
- لا ينبغي إعادة إنتاجه (1937) رينيه ماغريت
- انطباعات عن إفريقيا (1938) سلفادور دالي
- وجه الحرب (1940) سلفادور دالي

## الإدارة وعدد الزوار
سجاريل إكس (Sjarel Ex) هو أمين المتحف منذ عام 2004.
استقبل المتحف 292,711 زائرًا في عام 2013. في ذلك العام كان المتحف الأكثر زيارة في روتردام والمتحف الرابع عشر الأكثر زيارة في هولندا.
قدر عدد الزائرين بنحو 270,000 زائر في عام 2015.